# Laura Maasik
Laura Maasik (* 5. Oktober 1993) ist eine estnische Leichtathletin, die im Langstreckenlauf sowie im Hindernislauf an den Start geht, zu Beginn ihrer Karriere auch im Weit- und Dreisprung sowie im Hürdenlauf antrat.

## Sportliche Laufbahn
Erste internationale Erfahrungen sammelte Laura Maasik im Jahr 2013, als sie bei der Sommer-Universiade in Kasan im Weitsprung mit 5,58 m in der Qualifikation ausschied. Bei den Crosslauf-Europameisterschaften 2021 in Dublin gelangte sie nach 32:10 min auf Rang 72 und im Jahr darauf wurde sie bei den Crosslauf-Europameisterschaften 2022 in Turin nach 29:48 min 54. Bei den Crosslauf-Weltmeisterschaften 2023 in Bathurst gelangte sie mit 39:33 min auf Rang 59. Im Juni belegte sie bei der 2. Liga der Team-Europameisterschaft im Rahmen der Europaspiele in Chorzów in 10:05,91 min den sechsten Platz über 3000 m Hindernis und im Oktober lief sie bei den Straßenlauf-Weltmeisterschaften in Riga nach 1:16:47 h auf dem 51. Platz im Halbmarathon ein. Im Dezember wurde sie bei den Crosslauf-Europameisterschaften in Brüssel nach 37:40 min 47. im Einzelrennen und im März 2024 wurde sie bei den Crosslauf-Weltmeisterschaften in Belgrad nach 35:15 min 48. Im Juni schied sie bei den Europameisterschaften in Rom mit neuem Landesrekord von 9:44,20 min in der Vorrunde im Hindernislauf aus und im Dezember wurde sie bei den Crosslauf-EM in Antalya nach 29:31 min nach 29:31 min 76. im Einzelbewerb.
2012 wurde Maasik estnische Meisterin im 400-Meter-Hürdenlauf sowie 2018 und 2020 und 2022 und 2023 über 3000 m Hindernis. 2023 wurde sie Landesmeisterin im 10-km-Straßenlauf sowie 2024 über 1500 und 5000 Meter. Zudem wurde sie 2018 Hallenmeisterin im 3000-Meter-Lauf.

## Persönliche Bestleistungen
- 1500 Meter: 4:22,61 min, 21. August 2024 in Watford
- 3000 Meter: 9:30,22 min, 5. Mai 2024 in Pliezhausen
  - 3000 Meter (Halle): 9:41,37 min, 21. Februar 2021 in Tallinn
- 5000 Meter: 16:18,05 min, 30. Juni 2024 in Tallinn
- 10.000 Meter: 35:21,94 min, 19. Juli 2020 in Tallinn
- 10-km-Straßenlauf: 34:00 min, 21. September 2024 in Oslo
- 400 m Hürden: 63,09 s, 17. Juni 2012 in Rakvere
- 2000 m Hindernis: 6:17,07 min, 1. September 2024 in Berlin (estnischer Rekord)
- 3000 m Hindernis: 9:44,20 min, 7. Juni 2024 in Rom (estnischer Rekord)
- Weitsprung: 5,99 m (+1,3 m/s), 20. Juni 2012 in Valmiera